# Iron Virgin
Iron Virgin was een Schotse glamrock-band uit de jaren 1970.

## Bezetting
- Stuart Harper[2] (zang)
- Gordon Nicol[3] (gitaar)
- Laurie Riva[4] (gitaar)
- Marshall Bain[5] (basgitaar)
- John Lovatt[6] (drums)

## Geschiedenis
Hun vroege podiumkleding werd vergeleken met die uit A Clockwork Orange met hun latere podiumkledij gelijkend op American football-uniformen, maar met toegevoegde ijzeren kuisheidsgordels.
De band werd opgericht in Edinburgh in 1972, waar ze werden ontdekt door Decca Records-producent Nick Tauber en tekenden ze bij Deram Records. Hun eerste single was Jet, een cover van Paul McCartneys album Band on the Run. De song werd opgenomen in december 1973 en uitgebracht in februari 1974. Deze werd een openbaring, totdat McCartney zelf zijn versie als single uitbracht en in feite Iron Virgin's opname in de kiem smoorde.
Hun tweede en best bekende single was Rebels Rule (1974) van hun gelijknamige album. Deze scoorde redelijke recensies en een variatie genaamd Stand Up for Kenny Everett werd vaak gespeeld bij de BBC. Rebels Rule was maatgevend bij de glampunk-meidenband The Runaways toen ze hun song California Paradise maakten voor hun album Queens of Noise (1977).
De muziek van Iron Virgin werd uitgebracht op compilatie-cd's, zoals Velvet Tinmine (2003), een deel van de Junkshop-disk-collectie, uitgebracht door RPM Records, die zich had toegelegd op glambands uit de vroege jaren 1970, wiens eindproduct nooit of nauwelijks was voorgekomen in de hitlijst.